# Folco (nome)
Folco  è un nome proprio di persona italiano maschile.

## Varianti
- Maschili: Fulco[3][6], Fulgo[3]
  - Alterati: Folchetto[2], Fulcone
- Femminili: Folca[2], Fulca[6]
  - Alterati: Folchetta[2]

### Varianti in altre lingue
- Catalano: Folc[7], Fulc[7]
- Danese: Folke[8]
- Francese: Foulques
- Germanico: Fulco[8][9], Fulcho[9], Folco[9], Folcho[9], Folko[9], Volko[9],
- Islandese: Fólki
- Latino: Fulcus[1][3][5]
- Medio inglese: Fulk[8][10], Fulke[8][10], Folche[10], Fouke[10], Fowk[10], Fowke[10]
- Norreno: Fólki[8]
- Norvegese: Folke[8]
- Occitano: Folquet
- Polacco: Fulcjusz[11]
- Romaní: Fowk[10]
- Spagnolo: Fulco[7]
- Svedese: Folke[8]

## Origine e diffusione
Continua il nome germanico Fulco, tipicamente longobardo e francone, basato sulla radice folc (o fulc, "popolo (in armi)", "gente", "nazione armata"); nato come abbreviazione di altri nomi germanici contenenti tale vocabolo (come ad esempio Fulceri, Fulberto e vari altri), si è in seguito affermato come nome autonomo.
In Italia il nome è attestato nelle forme latinizzate sin dal VII secolo, ma rimase relegato agli ambienti aristocratici già a partire dal tardo Medioevo; riportato in voga grazie alla figura storica di Folco Portinari (il padre della Beatrice dantesca) e al protagonista dell'opera di Pietro Mascagni Isabeau, ad oggi è accentrato per un terzo in Toscana. In Inghilterra venne portato dai normanni, guadagnando molta diffusione nel Medioevo e dando vita a cognomi come Folkes, Foulkes e Volkes, ma si è molto rarificato successivamente.

## Onomastico
L'onomastico si può festeggiare in memoria di più santi, alle date seguenti:
- 22 maggio, san Folco, confessore e frate pellegrino inglese, patrono di Santopadre[4][7][12]
- 10 ottobre, beato Folco, abate di Fontenelle[12]
- 26 ottobre, san Folco Scotti, monaco irlandese che divenne vescovo di Pavia e di Piacenza[4][12][13]
- 25 dicembre, san Folco, monaco benedettino e vescovo di Tolosa[12]

## Persone
- Folco I d'Angiò, conte d'Angiò
- Folco II d'Angiò, conte d'Angiò
- Folco III d'Angiò, conte d'Angiò
- Folco IV d'Angiò, conte d'Angiò

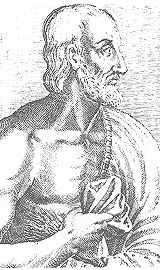
Folco III d'Angiò

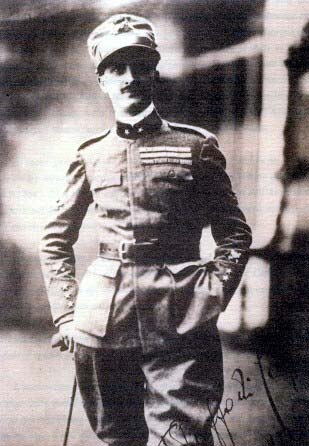
Fulco Ruffo di Calabria

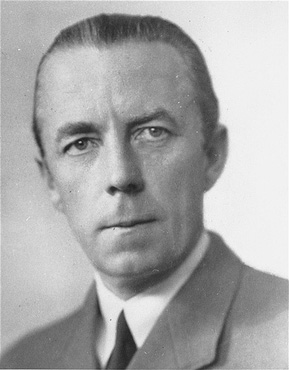
Folke Bernadotte

- Folco V d'Angiò, conte d'Angiò e re di Gerusalemme
- Folco di Calavra, poeta italiano
- Folco I d'Este, signore d'Este
- Folco II d'Este, signore di Ferrara
- Folco di Guînes, signore di Beirut
- Folco di Neuilly, religioso francese
- Folco Bertrando I di Provenza, conte di Provenza e conte di Forcalquier
- Folco il Venerabile, arcivescovo cattolico, abate e teologo francese
- Folco Buzzacarini, politico e giurista italiano
- Folco Lulli, attore, regista e partigiano italiano
- Folco Orselli, cantautore e chitarrista italiano
- Folco Quilici, documentarista e scrittore italiano
- Folco Portinari, banchiere italiano
- Folco Portinari, saggista, critico letterario, storico della letteratura e docente universitario italiano
- Folco Scotti, vescovo cattolico e santo italiano
- Folco Terzani, scrittore italiano

### Variante Fulco
- Fulco di Verdura, artista italiano
- Fulco Lanchester, giurista e costituzionalista italiano
- Fulco Pratesi, giornalista, ambientalista, illustratore e politico italiano
- Fulco Ruffo di Calabria, aviatore italiano
- Fulco Luigi Ruffo-Scilla, cardinale italiano
- Fulco Tosti di Valminuta, dirigente d'azienda e politico italiano

### Variante Folke
- Folke Arström, designer svedese
- Folke Bernadotte, politico, diplomatico e filantropo svedese
- Folke Fridell, scrittore svedese
- Folke Johansson Ängel, religioso svedese
- Folke Lind, calciatore svedese
- Folke Rogard, scacchista e avvocato svedese
- Folke K. Skoog, botanico svedese

### Altre varianti
- Folquet de Romans, trovatore occitano
- Folquet de Lunel, trovatore occitano
- Foulques de Villaret, Gran Maestro dell'Ordine degli Ospitalieri
- Folchetto di Marsiglia, vescovo cattolico, trovatore e santo occitano
- Fulke Greville, poeta, drammaturgo e politico inglese
- Fulcone Spezzapietra, console maggiore della Repubblica di Genova

## Il nome nelle arti
- Fulco (Fulcone) è il protagonista della commedia elegiaca De Paulino et Polla di Riccardo da Venosa (XIII secolo).